# 게이오 사가미하라선
사가미하라 선(相模原線 사가미하라 센[*])은 게이오 전철의 철도 노선을 일컫는다. 일본 도쿄도 조후시에 있는 조후역과 가나가와현 사가미하라시 미도리구에 있는 하시모토역을 잇는다.

## 개요
게이오 선의 조후에서 도쿄의 주택집중 지역인 다마 뉴타운 지역을 지나 가나가와 현의 하시모토까지 연결되는 게이오 선의 지선이다. 도에이 신주쿠 선에서 게이오 신선을 지나 게이오 선 영역으로 운행하는 열차 중 상당수가 조후역에서 사가미하라 선으로 직통 연결이 된다. 나가야마 및 다마 센터 역에서 오다큐 선과 만나며, 특히 다마 센터 역은 오다큐 선과 같은 역사를 이용하고 있다. 각역정차, 쾌속, 급행 열차가 운행하며, 아침 저녁 출퇴근 시간대에는 통근쾌속도 운행한다.
도에이 신주쿠 선 - 게이오 선 - 사가미하라 선 (모토야와타 역 - 하시모토 역)을 잇는 구간은, 1968년 4월에 도쿄 도의 도시교통심의회 답신 제10호에 의해 '10호선'이라는 이름으로 불려, 1980년대부터 상호 직통 운전을 실시해왔다. 이 때문에, 도에이 신주쿠 선에 게이오 쪽의 차량이 들어오는 경우, 원칙으로 사가미하라선 계열의 열차로 한정되었으며, 게이오 쪽에서는 쾌속 열차로써 직통운행을 실시해왔다. 도쿄도 교통국 쪽의 차량은 애초에는 사사즈카 역까지만 들어왔었으나, 순차적으로 연장이 되어, 현재는 양 쪽 모두 전 구간을 운행하고 있다. (연말 연시의 심야 운전 시에는 도에이 선 쪽으로 직통은 다카오선 계열로 바뀐다.)
평일 오전 7:30~9:00 사이에 신주쿠 역에 도착하는 사가미하라 선 내의 급행, 통근쾌속, 모토야와타 행 신주쿠선 연결 열차의 진행방향 선두 차량은 여성전용차량으로 설정된다. 단, 운용 상의 문제로 평소의 10량에서 8량으로 운행할 경우에는 설정되지 않는다.

## 역사
게이오 전철의 전신인 게이오 전기궤도(京王電気軌道)가, 1916년 조후 역에서 다마가와라(多摩川原駅)역 (현재의 게이오 다마가와 역) 사이에 철도노선을 개통한 것이 시작이다. 그 후, 1968년 4월 공포된 도시교통심의회 답신 제10호에 의해 '10호선'의 일부로 위치가 자리매김되어, 다마 뉴 타운과 도심을 잇는 길로 순차적으로 확장되었다.
- 1916년 6월 1일 조후 역 - 다마가와라 역(현재의 게이오 다마가와 역) 구간(거리:1.0 킬로미터)이 개통됨.
- 1924년 4월 1일 조후 역 - 다마가와라 역 구간이 복선화됨.
- 1963년 8월 4일 선로 전압을 1500 볼트로 승압함.
- 1971년 4월 1일 게이오 다마가와 역 - 게이오 요미우리 랜드 역 구간(거리: 2.7 킬로미터)이 개통됨.
- 1974년 10월 18일 게이오 요미우리 랜드 역 - 게이오 다마 센터 역 구간(거리: 9.8 킬로미터)이 개통됨.
- 1988년 5월 22일 게이오 다마센터 역 - 미나미 오사와 역 구간(거리: 4.5 킬로미터)이 잠정 개통됨.
- 1990년 3월 30일 미나미 오사와 역 - 하시모토 역 구간(거리: 4.4 킬로미터)이 개통. 전선 개통
- 1991년 4월 6일 미나미 오사와 역 - 하시모토 역 구간 사이에 다마사카이 역이 신설됨.
- 2010년 3월 26일 ATC 도입.

게이오 다마 센터 역 서쪽 지역의 철도 건설이 늦어진 이유는, 후추 컨트리 클럽의 지하에 터널이 통과하고 있었던 이유로, 열차통과로 인한 진동 등의 영향을 우려한 컨트리 클럽 측과의 보상 교섭 등이 난관을 겪었고, 한편 하시모토 역 주변이 이미 주택지역화되어있어, 땅의 권리자들과의 교섭에 시간이 걸렸기 때문이다. (따라서 우선 오사와 역까지 먼저 개통이 된 것임.)
한편 다마사카이 역의 신설이 전선 개통 이후 이루어진 내막에는, 사가미하라 선의 게이오 다마가와 서쪽 지역이 일본의 뉴타운 계획에 의거해 뉴타운을 통과하는 철도의 경우 건설비에 보조금이 책정되나, 책정되는 대상이 뉴타운 지역의 다음 역까지로 한정되었던 사정이 있었다. 그 당시에는 미나미 오사와 역까지의 지역이 다마 뉴타운 지역으로 책정되어 있었기 때문에, 미나미 오사와 역 다음의 역을 하시모토 역으로 하여 건설비 보조를 받게 하기 위한 속사정이 있었다. (현재는 다마사카이 역도 다마 뉴타운 지역으로 지정되어 있음)

## 차량

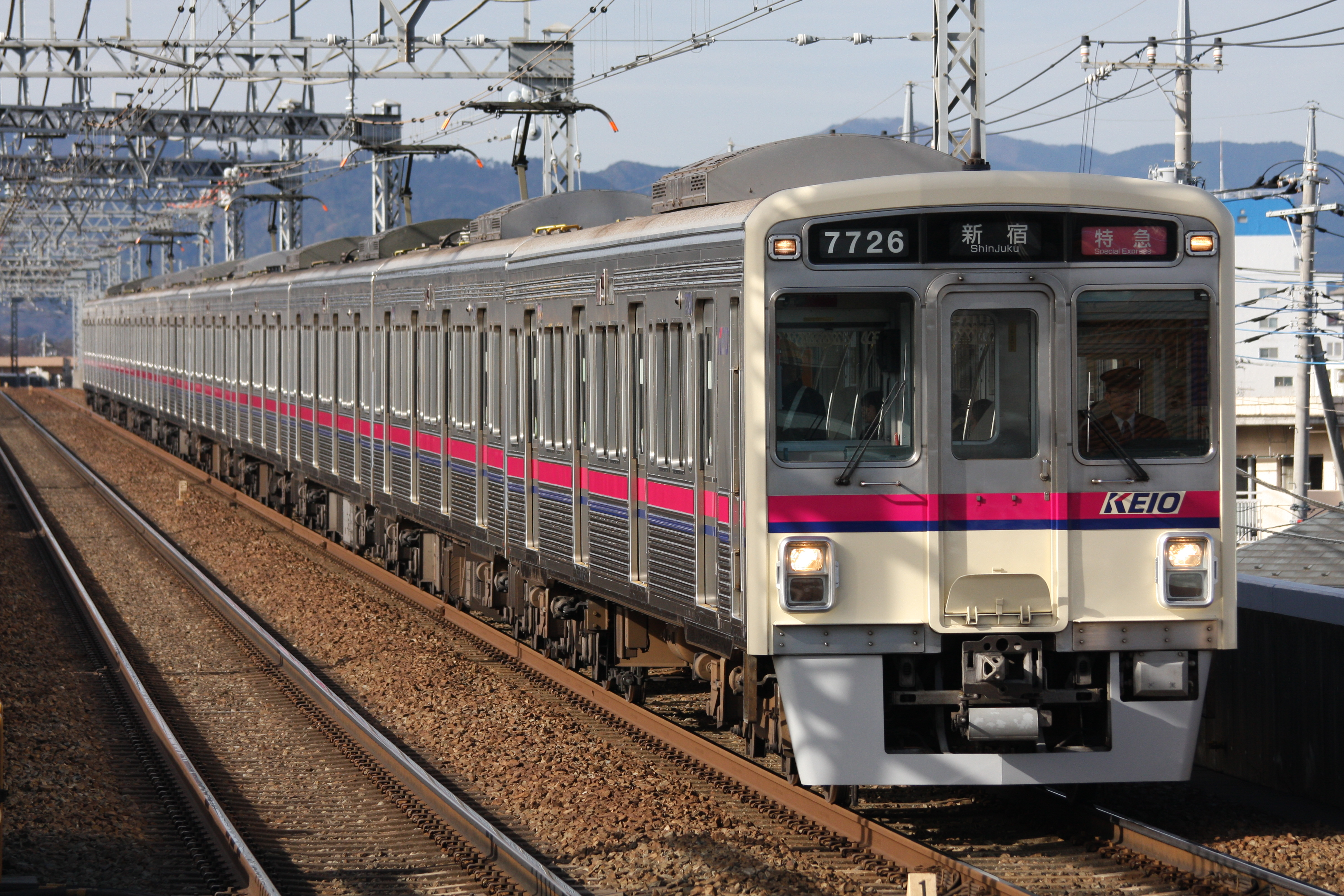
7000계
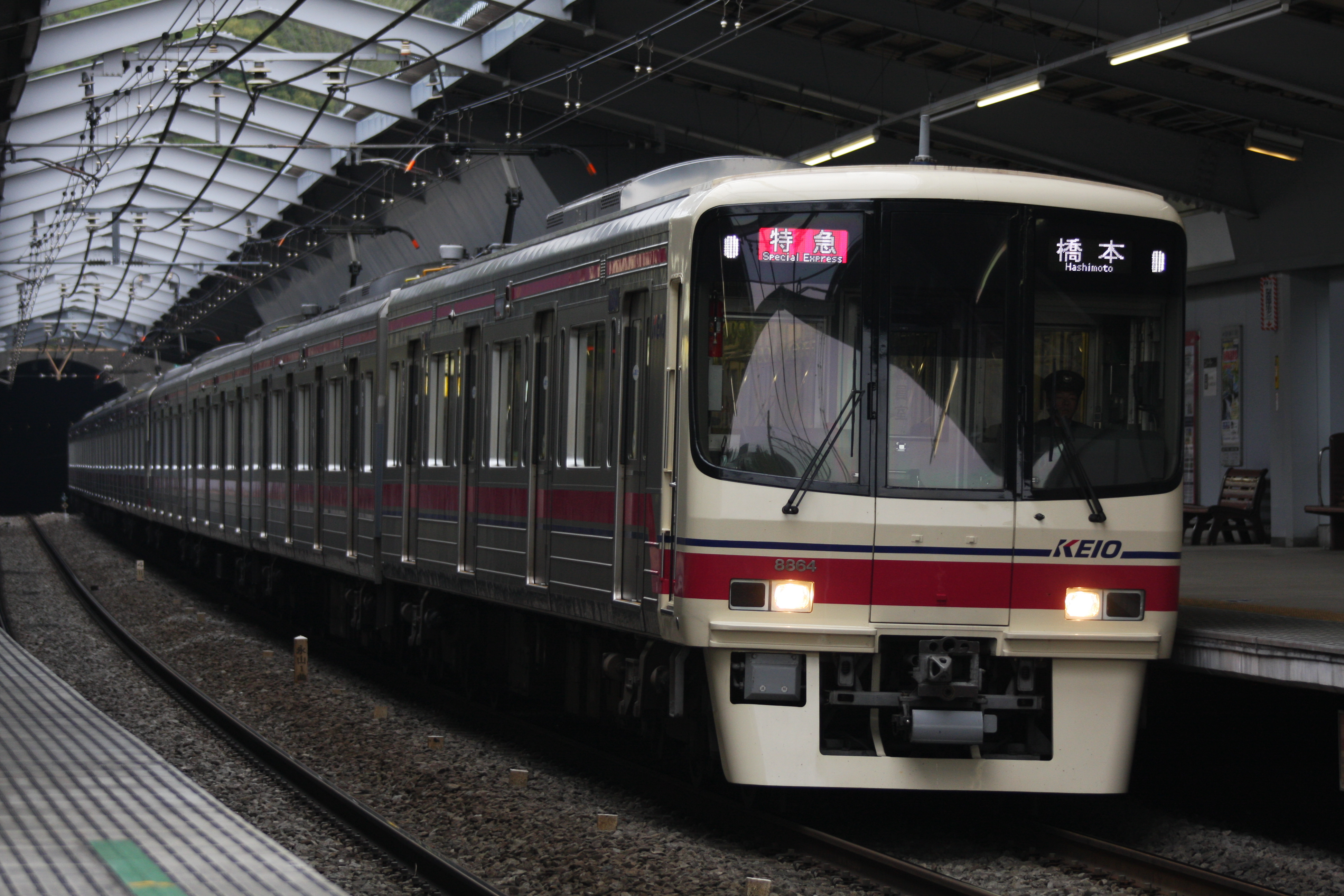
8000계
- 9000계
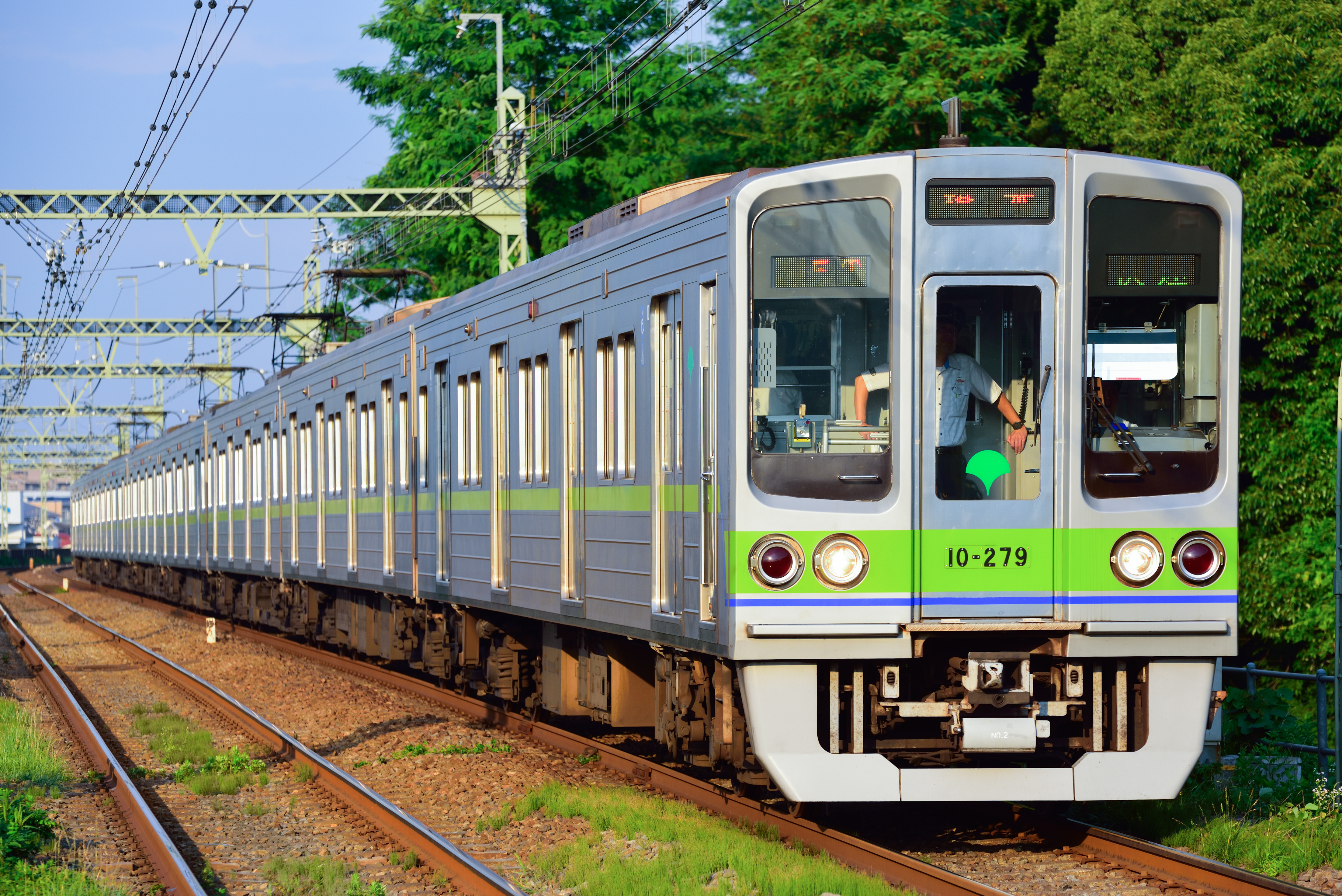
도영 지하철 10-000형
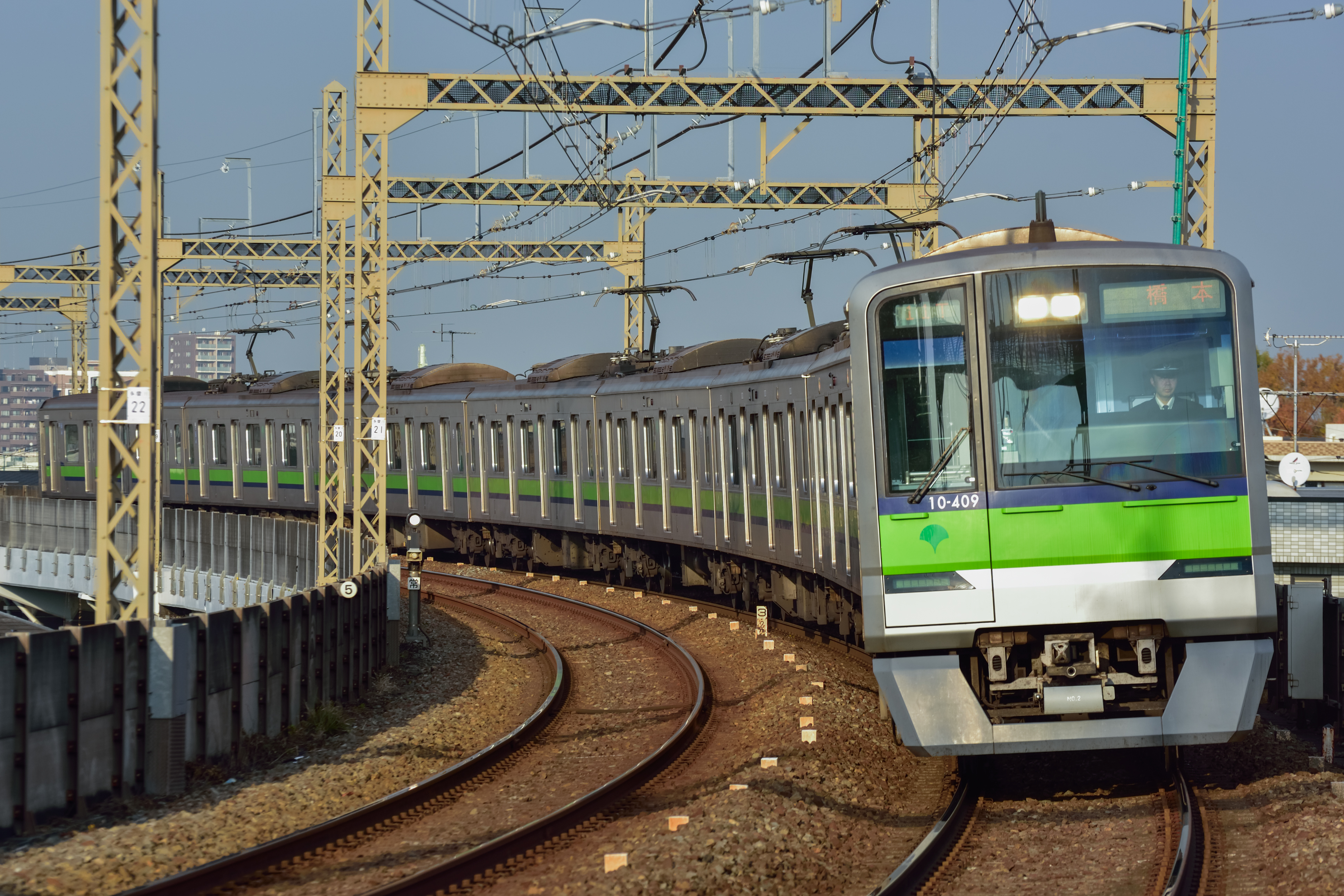
도영 지하철 10-300형

- 7000계
- 8000계
- 도영 지하철 10-000형
- 도영 지하철 10-300형

## 역 목록
- 거리 단위는 킬로미터
- 각역 정차와 쾌속, 구간급행은 모든 역에 정차하므로 표기 생략함.
- 표시 설명
  - ●표시 : 정차
  - ｜표시: 통과
  - ◇표시: 이벤트 개최 때 생기는 임시정차를 의미.
    - 게이오 다마가와 역은 게이오각(京王閣)에서 경륜이 열릴때, 또는 조후 시에서 개최하는 불꽃놀이 대회 기간 중에 급행이 정차함.

| 역 이름              | 일본어 이름        | 거리 (km) | 급행, 준특급, 특급 정차역 | 접속 노선                                                                 | 소재지               | 소재지                |
| -------------------- | ------------------ | --------- | ------------------------- | ------------------------------------------------------------------------- | -------------------- | --------------------- |
| 조후                 | 調布               | 0.0       | ●                         | 게이오 선(신주쿠 방면에 직결 운행)                                        | 도쿄도 조후시        | 도쿄도 조후시         |
| 게이오 다마가와      | 京王多摩川         | 1.2       | ◇                         |                                                                           | 도쿄도 조후시        | 도쿄도 조후시         |
| 게이오 이나다즈쓰미  | 京王稲田堤         | 2.5       | ●                         | 난부 선(이나다즈쓰미역)                                                   | 가나가와현           | 가와사키시 다마구     |
| 게이오 요미우리 랜드 | 京王よみうりランド | 3.9       | ｜                        |                                                                           | 도쿄 도 이나기시     | 도쿄 도 이나기시      |
| 이나기               | 稲城               | 5.5       | ｜                        |                                                                           | 도쿄 도 이나기시     | 도쿄 도 이나기시      |
| 와카바다이           | 若葉台             | 8.8       | ｜                        | 가나가와 현                                                               | 가와사키 시 아사오구 |                       |
| 게이오 나가야마      | 京王永山           | 11.4      | ●                         | 오다큐 전철 다마 선(오다큐 나가야마 역)                                   | 도쿄 도              | 다마시                |
| 게이오 다마 센터     | 京王多摩センター   | 13.7      | ●                         | 오다큐 전철 다마 선(오다큐 다마 센터) 다마 도시 모노레일 선(다마 센터 역) | 도쿄 도              | 다마시                |
| 게이오 호리노우치    | 京王堀之内         | 16.0      | ｜                        |                                                                           | 도쿄 도              | 하치오지시            |
| 미나미오사와         | 南大沢             | 18.2      | ●                         |                                                                           | 도쿄 도              | 하치오지시            |
| 다마사카이           | 多摩境             | 20.1      | ｜                        | 마치다시                                                                  | 도쿄 도              |                       |
| 하시모토             | 橋本               | 22.6      | ●                         | 요코하마 선, 사가미 선                                                    | 가나가와 현          | 사가미하라시 미도리구 |